# Acherontia sculda
Acherontia sculda är en fjärilsart som beskrevs av Kirby 1877. Acherontia sculda ingår i släktet Acherontia och familjen svärmare. Inga underarter finns listade i Catalogue of Life.